# Dynamické škálování frekvence
Dynamické škálování frekvence (anglicky CPU throttling) je v informatice technika v architektuře počítačů, která umožňuje měnit frekvenci hodin pro mikroprocesor. Cílem je řídit spotřebu energie nebo teplotu čipu v počítači (typicky mikroprocesoru nebo GPU).
Pokud se procesor v počítači přehřívá a dostupný chladicí systém už nemůže teplotu snížit (např. zvýšením otáček ventilátoru), je snížena taktovací frekvence mikroprocesoru (to umožní snížení napájecího napětí) nebo mikroprocesor vkládá do zpracování strojových instrukcí prázdné cykly. V obou případech dojde ke snížení výpočetního výkonu, ale zároveň ke snížení teploty.